# Institut national des sciences appliquées de Rouen
Das Institut national des sciences appliquées de Rouen Normandie oder INSA Rouen Normandie (deutsch: Nationales Institut der angewandten Wissenschaften in Rouen) ist eine französische Grande école, die sich auf dem Campus von Saint-Etienne du Rouvray in der Umgebung von Rouen befindet. Sie gehört dem Netzwerk Institut national des sciences appliquées an. Sie wurde im Jahre 1985 gegründet.

## Fachbereiche
- Fachbereich Architektur der Informationssysteme – ASI
- Fachbereich Feinchemie und Chemieingenieurwesen – CFI
- Fachbereich Umwelt- und Sicherheitstechnik – MRIE
- Fachbereich Energie- und Antriebstechnik – EP
- Fachbereich Technische Mathematik – GM
- Fachbereich Maschinenbau – MECA
- Fachbereich Bauingenieurwesen – GCCD

## Doppeldiplom mit der TU Kaiserslautern
Die Studenten der Fachbereiche EP oder MECA können ein Jahr bzw. anderthalb Jahre an der TU Kaiserslautern studieren, um das Doppeldiplom INSA/TU Kaiserslautern zu bekommen.